# San Francisco 49ers 2014
La stagione 2014 dei San Francisco 49ers è stata la 65ª della franchigia nella National Football League, la quarta e ultima con come capo-allenatore Jim Harbaugh e la prima nel nuovo Levi's Stadium.
La squadra iniziò la stagione come una delle favorite per raggiungere il Super Bowl ma scese dal record di 12-4 del 2013 a 8-8. Con la sconfitta contro i Seattle Seahawks nella settimana 15, i 49ers furono eliminati matematicamente dalla corsa ai playoff, non qualificandosi per la prima volta dal 2010.

## Movimenti di mercato

### Acquisizioni
| Giocatore | Ruolo           | Squadra 2013         | Note                                             |
| --------- | --------------- | -------------------- | ------------------------------------------------ |
| S         | Antoine Bethea  | Indianapolis Colts   | firma l'11 marzo                                 |
| CB        | Chris Cook      | Minnesota Vikings    | firma il 14 marzo                                |
| QB        | Blaine Gabbert  | Jacksonville Jaguars | scambiato l'11 marzo per una scelta del 6º giro  |
| OT        | Jonathan Martin | Miami Dolphins       | scambiato l'11 marzo per una scelta da definire  |
| WR        | Brandon Lloyd   |                      | firma l'11 aprile                                |
| WR        | Stevie Johnson  | Buffalo Bills        | scambiato il 9 maggio per una scelta da definire |
| LB        | Blake Costanzo  | Chicago Bears        | Firma il 3 giugno                                |

### Partenze
| Ruolo | Giocatore     | Squadra 2014    | Note                   |
| ----- | ------------- | --------------- | ---------------------- |
| CB    | Carlos Rogers | Oakland Raiders | svincolato il 10 marzo |
| CB    | Eric Wright   |                 | ritirato il 17 giugno  |

## Scelte nel Draft 2014
| Giro | Scelta | Giocatore       | Ruolo | College           |
| ---- | ------ | --------------- | ----- | ----------------- |
| 1    | 30     | Jimmie Ward     | S     | Northern Illinois |
| 2    | 57     | Carlos Hyde     | RB    | Ohio State        |
| 3    | 70     | Marcus Martin   | C     | USC               |
| 3    | 77     | Chris Borland   | LB    | Wisconsin         |
| 3    | 100    | Brandon Thomas  | OT    | Clemson           |
| 4    | 106    | Bruce Ellington | WR    | South Carolina    |
| 4    | 129    | Dontae Johnson  | CB    | NC State          |
| 5    | 150    | Aaron Lynch     | LB    | South Florida     |
| 5    | 170    | Keith Reaser    | DB    | Florida Atlantic  |
| 6    | 180    | Kenneth Acker   | DB    | SMU Mustangs      |
| 7    | 243    | Kaleb Ramsey    | DT    | Boston College    |
| 7    | 245    | Trey Millard    | RB    | Oklahoma          |

## Staff
| Staff dei San Francisco 49ers nel 2014 |
| --- |
| Organi dirigenziali - Co-Chairman: Denise York e John York - Presidente/CEO: Jed York - General Manager: Trent Baalke Capo allenatore - Jim Harbaugh Altri allenatori - Assistente del capo allenatore/Coordinatore dello Special Team: Brad Seely - Coordinatore dello sviluppo della forza e della condizione: Mark Uyeyama - Assistente dello sviluppo della forza e della condizione: Kevin Tolbert Allenatori dell'attacco - Coordinatore dell'attacco: Greg Roman - Assistente capo dell'attacco: Paul Wulff - Assistente dell'attacco: Ejiro Evero - Quarterback: Geep Chryst - Running Back: Tom Rathman - Wide Receiver: John Morton - Tight End: Eric Mangini - Offensive Line: Mike Solari Allenatori della difesa - Coordinatore della difesa: Vic Fangio - Assistente della difesa: Ejiro Evero - Defensive Line: Jim Tomsula - Linebacker: Jim Leavitt - Secondary: Ed Donatell - Assistente Secondary: Greg Jackson Allenatori dello special team - Assistente del Coordinatore dello Special Team: Tracy Smith |

## Roster
| Roster dei San Francisco 49ers nel 2014 |
| --- |
| Quarterback - 2 Blaine Gabbert - 2 Josh Johnson - 7 Colin Kaepernick Running Back - 21 Frank Gore - 28 Carlos Hyde - 49 Bruce Miller FB - 38 Alfonso Smith Wide Receiver - 81 Anquan Boldin - 15 Michael Crabtree - 10 Bruce Ellington - 13 Stevie Johnson - 84 Brandon Lloyd - 14 Kassim Osgood - 11 Quinton Patton Tight End - 46 Derek Carrier - 85 Vernon Davis - 89 Vance McDonald Offensive Linemen - 75 Alex Boone G - 76 Anthony Davis T - 63 Dillon Farrell C - 77 Mike Iupati G - 78 Joe Looney G - 71 Jonathan Martin T - 66 Marcus Martin C - 74 Joe Staley T Defensive Linemen - 95 Tank Carradine DE - 71 Quinton Dial DE - 63 Tony Jerod-Eddie DE - 91 Ray McDonald DE - 94 Justin Smith DE - 93 Ian Williams NT Linebacker - 50 Chris Borland ILB - 55 Ahmad Brooks OLB - 96 Corey Lemonier OLB - 59 Aaron Lynch OLB - 54 Nick Moody - 51 Dan Skuta OLB - 99 Aldon Smith OLB - 57 Michael Wilhoite ILB Defensive Back - 24 Antoine Bethea SS - 26 Tramaine Brock DB - 20 Perrish Cox CB - 29 Chris Culliver CB - 43 Craig Dahl SS - 36 Dontae Johnson - 46 L.J. McCray - 30 Leon McFadden CB - 35 Eric Reid FS - 23 Ray Ventrone S Special Team - 9 Phil Dawson K - 4 Andy Lee P - 86 Kyle Nelson LS Lista delle riserve - 24 Kenneth Acker CB (IR) - 53 NaVorro Bowman LB (PUP) - 88 Garrett Celek TE (PUP) - 22 Chris Cook CB (IR) - 90 Glenn Dorsey NT (IR-DRF) - 62 Fouimalo Fonoti G (IR) - 32 Kendall Hunter RB (IR) - 17 Chuck Jacobs WR (IR) - 67 Daniel Kilgore G/C (IR) - 33 Trey Millard FB (NF-Inj.) - 60 Kaleb Ramsey DT (PUP) - 27 Keith Reaser CB (NF-Inj.) - 60 Brandon Thomas G (NF-Inj.) - 25 Jimmie Ward SS (IR) - 52 Patrick Willis ILB (IR) Squadra di allenamento - 69 Carter Bykowski OT - 44 Chance Casey CB - 45 Asante Cleveland TE - 40 Kendall Gaskins RB - 47 Xavier Grimble TE - 18 Lance Lewis WR - 98 Lawrence Okoye DE - 64 Mike Purcell DT - 68 Andrew Tiller G 53 attivi, 18 inattivi, 9 nella squadra di allenamento, 0 free agent |
| Legenda - I rookie sono in corsivo. - Il primo ruolo è il principale mentre gli eventuali successivi indicano i ruoli secondari. - (IR) sta per Injured Reserve ed indica la lista ristretta per un solo giocatore infortunato che può tornare ad allenarsi dopo la settimana 6 e a rientrare in prima squadra dopo che questa ha giocato 8 partite. - (NF-Inj.) / (NF-Ill.) stanno rispettivamente per Non-Football Injured e Non-Football Illness ed indicano le liste dove viene inserito un giocatore che ha un infortunio o una malattia non dipendente dal football americano. - (PUP) sta per Physically Unable to Perform ed indica la lista dove viene inserito un giocatore mentre è in attesa di recuperare la condizione fisica. Nella stagione regolare dopo la sesta partita giocata dalla propria squadra, il giocatore ha tempo tre settimane per riprendere ad allenarsi, più tre settimane aggiuntive dal suo rientro agli allenamenti per rientrare in prima squadra. |

## Calendario

### Pre-stagione
| Turno | Data | Ora           | Avversario          | Risultati | Risultati | Stadio           | TV   | NFL.com recap |
| Turno | Data | Ora           | Avversario          | Punteggio | Record    | Stadio           | TV   | NFL.com recap |
| ----- | ---- | ------------- | ------------------- | --------- | --------- | ---------------- | ---- | ------------- |
| 1     | 7/8  | 4:30 p.m. PDT | at Baltimore Ravens | S 3–23    | 0–1       | M&T Bank Stadium | KPIX | Recap         |
| 2     | 17/8 | 1:00 p.m. PDT | Denver Broncos      | S 0–34    | 0–2       | Levi's Stadium   | KPIX | Recap         |
| 3     | 24/8 | 1:00 p.m. PDT | San Diego Chargers  | V 21–7    | 1–2       | Levi's Stadium   | Fox  | Recap         |
| 4     | 28/8 | 5:00 p.m. PDT | at Houston Texans   | V 40–13   | 2–2       | NRG Stadium      | KPIX | Recap         |

### Stagione regolare
| Turno | Data               | Ora                | Avversario            | Risultato          | Risultato          | Stadio                              | TV                 | NFL.com recap      |
| Turno | Data               | Ora                | Avversario            | Punteggio          | Record             | Stadio                              | TV                 | NFL.com recap      |
| ----- | ------------------ | ------------------ | --------------------- | ------------------ | ------------------ | ----------------------------------- | ------------------ | ------------------ |
| 1     | 7/9                | 1:25 p.m. PDT      | at Dallas Cowboys     | V 28–17            | 1–0                | AT&T Stadium                        | Fox                | Recap              |
| 2     | 14/9               | 5:30 p.m. PDT      | Chicago Bears         | S 20–28            | 1–1                | Levi's Stadium                      | NBC                | Recap              |
| 3     | 21/9               | 1:05 p.m. PDT      | at Arizona Cardinals  | S 14–23            | 1–2                | University of Phoenix Stadium       | Fox                | Recap              |
| 4     | 28/9               | 1:25 p.m. PDT      | Philadelphia Eagles   | V 26–21            | 2–2                | Levi's Stadium                      | Fox                | Recap              |
| 5     | 5/10               | 1:25 p.m. PDT      | Kansas City Chiefs    | V 22–17            | 3–2                | Levi's Stadium                      | CBS                | Recap              |
| 6     | 13/10              | 5:30 p.m. PDT      | at St. Louis Rams     | V 31–17            | 4–2                | Edward Jones Dome                   | ESPN               | Recap              |
| 7     | 19/10              | 5:30 p.m. PDT      | at Denver Broncos     | S 17–42            | 4–3                | Sports Authority Field at Mile High | NBC                | Recap              |
| 8     | Settimana di pausa | Settimana di pausa | Settimana di pausa    | Settimana di pausa | Settimana di pausa | Settimana di pausa                  | Settimana di pausa | Settimana di pausa |
| 9     | 2/11               | 1:05 p.m. PST      | St. Louis Rams        | S 10–13            | 4–4                | Levi's Stadium                      | Fox                | Recap              |
| 10    | 9/11               | 10:00 a.m. PST     | at New Orleans Saints | V 27–24 (DTS)      | 5–4                | Mercedes-Benz Superdome             | Fox                | Recap              |
| 11    | 16/11              | 10:00 a.m. PST     | at New York Giants    | V 16–10            | 6–4                | MetLife Stadium                     | Fox                | Recap              |
| 12    | 23/11              | 1:25 p.m. PST      | Washington Redskins   | V 17–13            | 7–4                | Levi's Stadium                      | CBS                | Recap              |
| 13    | 27/11              | 5:30 p.m. PST      | Seattle Seahawks      | S 3–19             | 7–5                | Levi's Stadium                      | NBC                | Recap              |
| 14    | 7/12               | 1:25 p.m. PST      | at Oakland Raiders    | S 13–24            | 7–6                | O.Co Coliseum                       | Fox                | Recap              |
| 15    | 14/12              | 1:25 p.m. PST      | at Seattle Seahawks   | S 7–17             | 7–7                | CenturyLink Field                   | Fox                | Recap              |
| 16    | 20/12              | 5:25 p.m. PST      | San Diego Chargers    | S 35–38 (DTS)      | 7–8                | Levi's Stadium                      | CBS                | Recap              |
| 17    | 28/12              | 1:25 p.m. PST      | Arizona Cardinals     | V 20–17            | 8–8                | Levi's Stadium                      | Fox                | Recap              |

Note
- Gli avversari della propria division sono in grassetto.
- Le date e le reti televisive dalla settimana 5 alla settimana 17 erano soggette a cambiamenti, escluso il Monday Night della settimana 5 e le gare del Giorno del Ringraziamento della settimana 13[3]

## Classifiche

### Division
| NFC West              | NFC West | NFC West | NFC West | NFC West | NFC West | NFC West | NFC West | NFC West | NFC West |
|                       | V        | S        | P        | %        | DIV      | CONF     | PF       | PS       | STR      |
| --------------------- | -------- | -------- | -------- | -------- | -------- | -------- | -------- | -------- | -------- |
| (1) Seattle Seahawks  | 12       | 4        | 0        | 75%      | 5–1      | 10–2     | 394      | 254      | V6       |
| (5) Arizona Cardinals | 11       | 5        | 0        | 68,8%    | 3–3      | 8–4      | 310      | 299      | S2       |
| San Francisco 49ers   | 8        | 8        | 0        | 50%      | 2–4      | 7–5      | 306      | 340      | V1       |
| St. Louis Rams        | 6        | 10       | 0        | 37,5%    | 2–4      | 4–8      | 324      | 354      | S3       |

### Conference
| NFC                                                      | NFC                   | NFC      | NFC | NFC | NFC | NFC   | NFC | NFC  | NFC | NFC | NFC  | NFC |
| #                                                        | Squadra               | Division | V   | S   | P   | %     | DIV | CONF | PF  | PS  | D    | STR |
| -------------------------------------------------------- | --------------------- | -------- | --- | --- | --- | ----- | --- | ---- | --- | --- | ---- | --- |
| Vincitori delle division                                 |                       |          |     |     |     |       |     |      |     |     |      |     |
| 1                                                        | * – Seattle Seahawks  | West     | 12  | 4   | 0   | 75%   | 5–1 | 10–2 | 394 | 254 | 140  | V6  |
| 2                                                        | z – Green Bay Packers | North    | 12  | 4   | 0   | 75%   | 5–1 | 9–3  | 486 | 348 | 138  | V2  |
| 3                                                        | y – Dallas Cowboys    | East     | 12  | 4   | 0   | 75%   | 4–2 | 8–4  | 467 | 352 | 115  | V4  |
| 4                                                        | y − Carolina Panthers | South    | 7   | 8   | 1   | 46,9% | 4–2 | 6–6  | 339 | 374 | –25  | V4  |
| Wild Card                                                |                       |          |     |     |     |       |     |      |     |     |      |     |
| 5                                                        | w – Arizona Cardinals | West     | 11  | 5   | 0   | 68,8% | 3–3 | 8–4  | 310 | 299 | 11   | S2  |
| 6                                                        | w – Detroit Lions     | North    | 11  | 5   | 0   | 68,8% | 5–1 | 9–3  | 301 | 268 | 33   | S1  |
| Non qualificate per i playoff                            |                       |          |     |     |     |       |     |      |     |     |      |     |
| 7                                                        | Philadelphia Eagles   | East     | 10  | 6   | 0   | 60%   | 4–2 | 6–6  | 474 | 400 | 74   | V1  |
| 8                                                        | San Francisco 49ers   | West     | 8   | 8   | 0   | 50%   | 2–4 | 7–5  | 306 | 340 | –34  | V1  |
| 9                                                        | New Orleans Saints    | South    | 7   | 9   | 0   | 43,8% | 3–3 | 6–6  | 401 | 424 | –23  | V1  |
| 10                                                       | Minnesota Vikings     | North    | 7   | 9   | 0   | 43,8% | 1–5 | 6–6  | 325 | 343 | –18  | V1  |
| 11                                                       | New York Giants       | East     | 6   | 10  | 0   | 37,5% | 2–4 | 4–8  | 380 | 400 | –20  | S1  |
| 12                                                       | Atlanta Falcons       | South    | 6   | 10  | 0   | 37,5% | 5–1 | 6–6  | 381 | 417 | –36  | L1  |
| 13                                                       | St. Louis Rams        | West     | 6   | 10  | 0   | 37,5% | 2–4 | 4–8  | 324 | 354 | –30  | S3  |
| 14                                                       | Chicago Bears         | North    | 5   | 11  | 0   | 31,3% | 1–5 | 4–8  | 319 | 442 | –123 | S5  |
| 15                                                       | Washington Redskins   | East     | 4   | 12  | 0   | 25%   | 2–4 | 2–10 | 301 | 438 | –137 | L1  |
| 16                                                       | Tampa Bay Buccaneers  | South    | 2   | 14  | 0   | 12,5% | 0–6 | 1–11 | 277 | 410 | –133 | L6  |
| Legenda                                                  |                       |          |     |     |     |       |     |      |     |     |      |     |
| w — Qualificata ai playoff come wild card                |                       |          |     |     |     |       |     |      |     |     |      |     |
| x — Qualificata ai playoff                               |                       |          |     |     |     |       |     |      |     |     |      |     |
| y — Vincitrice della division                            |                       |          |     |     |     |       |     |      |     |     |      |     |
| z — Qualificata direttamente al secondo turno di playoff |                       |          |     |     |     |       |     |      |     |     |      |     |
| * — Vantaggio del fattore campo nei playoff              |                       |          |     |     |     |       |     |      |     |     |      |     |